# Баймаков, Юрий Владимирович
Баймаков Юрий Владимирович (14 (27). 07.1894, г. Санкт-Петербург — 05.08.1980, г. Ленинград) — советский инженер-металлург, профессор, доктор технических наук,
Главный металлург завода «Красный выборжец», Главный инженер строительства Волховского и Тихвинского алюминиевых комбинатов, в течение 40 лет заведующий кафедрой «Электрометаллургия цветных металлов» Ленинградского политехнического института.

## Биография
Юрий Владимирович Баймаков родился в 27 июля (14 июля по старому стилю) 1894 года в Санкт-Петербурге в семье штабс-капитана Павловского лейб-гвардии полка Владимира Федоровича Баймакова (1867—1913). В 1911 году поступил на металлургическое отделение Санкт-Петербургского политехнического института. Ученик профессора П. П. Федотьева. 
В 1917 году окончил Петроградский политехнической институт. Работал заведующим производством Московского электролитного завода, Главным инженером 2-й Московской фабрики «Госзнак». С 1924 года — заведующий цехом электролиза, Главный металлург завода «Красный выборжец». С 1930 года — Главный инженер строительства Волховского и Тихвинского алюминиевых комбинатов. Главный инженер треста «Монтажпроекталюминий».
С 1925 года параллельно с работой на производстве занимался преподавательской деятельностью. В 1927—1934 годах принимал участие в составлении «Технической энциклопедии» под редакцией Л. К. Мартенса, автор статей по тематике «электрохимия». Доцент, затем с 1935 года — профессор и на протяжении 40 лет с 1934 по 1974 годы заведующий кафедрой «Электрометаллургия цветных металлов» ЛПИ. В 1945 году стал доктором технических наук.
Все годы блокады оставался в Ленинграде, на своей кафедре в ЛПИ, выполнял ответственные заказы оборонной промышленности. Разработал технологию, которая позволила изготавливать сплав калий-натрий для запалов бутылок с «коктейлем Молотова», организовал производство кислорода путём электролиза воды для снабжения госпиталей города.
Похоронен на Северном кладбище Санкт-Петербурга.

## Вклад в науку
Проводил фундаментальные исследования совместного разряда ионов при электролизе водных растворов.
Открыл новый тип реакций между серебром, платиноидами и ионами двухвалентной меди.
Одним из первых применил радиоактивные элементы в электрохимических исследованиях.
Разработал методику изучения чисел переноса ионов в расплавленных Содасодах, доказал электрохимическую природу карбидообразования в системе углерод-натрий, алюминий, магний, кальций.
Обнаружил и изучил электроосмотический перенос фтористого натрия и впитывание его угольной футеровкой при электролитическом получении алюминия.
Разработал методику изучения кинетики обмена ионами между расплавленными металлами и солями, изучил физическую сущность растворения металла в расправленном электролите, впервые доказал существовании в нём растворенных анодных продуктов, хлора и фтора.
Впервые провёл теоретические исследования электролитического получения титана, изучив равновесие металл-солевого расплава, выявил зависимость структуры кристаллического титана от условий электролиза.
Разработал теорию и технологию получения особо чистого хрома и марганца электролизом расплавленных хлоридов и водных растворов.

## Награды
- Орден Ленина
- Два ордена Трудового Красного Знамени
- Медаль «За оборону Ленинграда»
- Медаль «За доблестный труд в Великой Отечественной войне 1941—1945 гг.»
- Медаль «За трудовую доблесть»